# 十面沢
十面沢（とつらざわ）は、青森県弘前市の地名。郵便番号は036-1202。

## 地理
当地を青森県道31号弘前鯵ケ沢線が通る。北は北津軽郡鶴田町廻堰、東は笹館、南は大森、西は十腰内に接する。

### 小字
小字として赤坂・大面・狐森・轡・沢田・清水森・浜妻ノ神・早助森・本十腰内・森田・山崎・湯ケ森がある。

## 歴史

### 沿革
- 1889年（明治22年） - 裾野村の大字。
- 1891年（明治24年） - 当時の記録では人口415、戸数48、厩45であった。
- 1955年（昭和30年） - 弘前市に所属、弘前市の大字になる。

### 地名の由来
地名の「とつら」とは、蔓を指し、蔓が多く生えていた沢にちなむ。

## 世帯数と人口
2017年（平成29年）6月1日現在の世帯数と人口は以下の通りである。
| 大字               | 世帯数  | 人口  |
| ------------------ | ------- | ----- |
| 十面沢（小字全域） | 197世帯 | 484人 |

## 施設

### 教育
- 弘前市立裾野小学校
- 弘前市立裾野中学校

### 商業
- 沢田商事
- コンビニクラミツ
- りんご加工場アップルカンパニー

### 消防
- 弘前市消防団裾野地区団第五分団消防屯所

### 農協
- 十面沢農業研修会館
- つがる弘前農業協同組合十腰内支店
- JAつがる弘前十腰内冷蔵庫

### 公共
- 十面沢集会所
- 修斉ふれあい会館
- 裾野地区体育文化交流センター

### その他
- 十面沢浄水場

## 小・中学校の学区
市立小・中学校に通う場合、学区は以下の通りとなる。
| 大字   | 番地 | 小学校             | 中学校             |
| ------ | ---- | ------------------ | ------------------ |
| 十面沢 | 全域 | 弘前市立裾野小学校 | 弘前市立裾野中学校 |

## 交通
- 弘南バス

裾野中学校前、十面沢入口、十面沢、十面沢西口、修斉小学校前（弘前バスターミナル - 糠坪・楢の木経由 - 十腰内線、鰺ヶ沢 - 聖愛高校線）停留所。